# Arhodia subpurpurea
Arhodia subpurpurea là một loài bướm đêm trong họ Geometridae.